# قائمة الهجمات الصاروخية الفلسطينية على إسرائيل 2002–06
هذه قائمة جزئية من الهجمات الصاروخية وقذائف الهاون الفلسطينية على إسرائيل بين عامي 2002 و 2006. بدأت هذه الهجمات في أبريل 2001 على الرغم من أن الصاروخ الأول الذي أصاب مدينة إسرائيلية كان في 5 مارس 2002 وكانت أول وفاة إسرائيلية في 28 يونيو 2004.

## 2002
تم إطلاق 17 صاروخا و 455 قذيفة هاون على إسرائيل في عام 2002 وأصيب ما مجموعه 10 إصابات.
10 فبراير 2002
- تم إطلاق صاروخ قسام 2 من غزة إلى إسرائيل اليوم الأحد حيث سقطت في حقل على بعد ستة كيلومترات من حدود غزة بالقرب من كيبوتس سعد في صحراء النقب. ردت إسرائيل بهجمات القوات الجوية وتوغل مدرعة. أطلق سراح سبعة عشر سجينا مسلحا من سجن غزة نتيجة لذلك. لم يبلغ عن أي وفيات.[2][3]

## 2003
أطلق ما لا يقل عن 123 صاروخا و 514 قذيفة هاون على إسرائيل في عام 2003. أدى ذلك إلى وقوع 44 إصابة.

## 2004
أطلقت 882 قذيفة هاون و 276 صاروخا من طراز القسام على إسرائيل في عام 2004. أدى ذلك إلى مقتل 8 أشخاص وإصابة 99 آخرين بجراح.
28 يونيو 2004
- قتل مردخاي يوسيبوف (49 سنة) وعفيق زهافي (4 سنوات) عندما أصاب صاروخ قسام قرب مدرسة حضانة في سديروت.

24 سبتمبر 2004
- تيفيريت تراتنر (24 عام) من نيف ديكاليم قتلت في منزلها بشن هجوم بقذائف الهاون على كتلة مستوطنات غوش قطيف التي بنيت في غزة.[4]

29 سبتمبر 2004
- عشية عطلة سوكوت قتل يوفال عبيبة (4 سنوات) ودوريت بنيسيان (سنتان) من قبل صاروخ القسام (واحد من ثلاثة) أطلقت من غزة إلى سديروت. أصيب نحو 30 شخصا في الهجوم الذي أعلنت حركة حماس مسؤوليته عنه.

28 أكتوبر 2004
- الرقيب في الجيش الإسرائيلي مايكل شيزيك (21 عام) من طبرية قتل عندما سقطت قذيفة هاون على مستوطنة موراج في قطاع غزة.

## 2005
أطلقت 574 قذيفة هاون و 286 صاروخا من طراز القسام على إسرائيل في عام 2005. أدى ذلك إلى مقتل 6 أشخاص وإصابة 68 آخرين.
5 يناير 2005
- أصيب نسيم أربيف (26 عاما) من نيسانت بجروح بالغة جراء سقوط قذيفة هاون في منطقة إيريز الصناعية. توفي من إصاباته بعد عشرة أيام.

15 يناير 2005
- هاجم صاروخ القسام على سديروت أيالا أبوكاسيس (17 عاما) التي ماتت بسبب إصابة في الدماغ. أصيبت أيالا أثناء محاولتها حماية شقيقها البالغ من العمر 11 عاما الذي أصيب بجروح طفيفة. توفيت في 21 يناير.

9 فبراير 2005
- سقط وابل من 25 إلى 50 صاروخا من القسام وقذائف الهاون على مستوطنة نيفيه ديكاليم ووابل آخر ضرب عند الظهر. قالت حركة حماس إنها انتقاما من هجوم قتل فيه فلسطيني بالقرب من مستوطنة إسرائيلية.[5]

7 يونيو 2005
- قتل عاملان فلسطينيان هما صلاح عياش عمران (57 عام) ومحمد محمود جارون وعاملا أجنبيا بي شود (46 عام) وأصيب خمسة عمال آخرين بجروح عندما أصاب صاروخ قسام عبوة تعبئة في غاني طال في قطاع غزة. أعلنت حركة الجهاد الإسلامي مسؤوليتها عن الهجوم.[6]

14 يوليو 2005
- قتلت دانا غالكويتز (22 سنة) في هجوم للقسام في كيبوتس نتيف هاسارا شمال قطاع غزة. أعلنت حركتي حماس والجهاد الإسلامي في فلسطين وحركة فتح مسؤوليتها عن الهجوم. قالت كتائب شهداء الأقصى إن إطلاق صاروخ غزة كان ردا على مقتل الجيش الإسرائيلي السابق لفلسطيني في شمال الضفة الغربية.[7][8]

30 يوليو 2005
- أعلن ألوية "الجهاد في ارض الرابط" التابع لتنظيم القاعدة استهداف مستوطنة نيفيدي كاليم ( مستوطنة سابقا صغيرة غير رسمية في قطاع غزة) بصاروخين من نوع "سجيل" اطلقه من خانيونس وفي ذات اليوم أعلن عن قصف مستوطنة جاني تال اليهودية ( مستوطنة صغيرة غير رسمية ) بصاروخ من نفس نوع[9]

25 أغسطس 2005
- سقط صاروخان من طراز القسام من قطاع غزة على يد مسلحين فلسطينيين بالقرب من بلدة سديروت جنوب إسرائيل.[10][11]

12 سبتمبر 2005
- بعد ساعات من انسحاب آخر قوات إسرائيل من قطاع غزة أطلق مسلحون فلسطينيون قذائف من طراز القسام على قطاع غزة. أول الأراضي بالقرب من بلدة سديروت الإسرائيلية في حين أن الأراضي الثانية بالقرب من كيبوتس ياد موردخاي.[12][13]

24 سبتمبر 2005
- أصيب خمسة إسرائيليين عندما أطلق مسلحون فلسطينيون حوالي 30 صاروخا على تجمعات إسرائيلية من قطاع غزة. جاء هذا الهجوم بعد حادث وقع في اليوم السابق قتل فيه 20 فلسطينيا بينهم 16 مدنيا عندما انفجرت سيارة تحمل صواريخ القسام أثناء تجمع حماس في جباليا. لا تزال الظروف الدقيقة المحيطة بالحادث غير معروفة. حتى الآن لم يتم العثور على أدلة تثبت ادعاء حماس بأن التدخل الإسرائيلي كان مسؤولا عن الحادث.[14]

11 ديسمبر 2005
- سقط صاروخ أطلق من جنين في الضفة الغربية بالقرب من رام أون. كان هذا أول هجوم صاروخي فلسطيني من الضفة الغربية.[15][16]

14 ديسمبر 2005
- قتلت جيتلادا تاب-أرسا (20 عامًا) وهي مواطنة تايلاندية بقذيفة هاون أثناء عملها في أحد البيوت المحمية في مستوطنة غوش قطيف في غاني تال.

26 ديسمبر 2005
- سقط صاروخ القسام بالقرب من روضة أطفال أثناء حفل هانوكا في كيبوتس سعد.[17]

## 2006

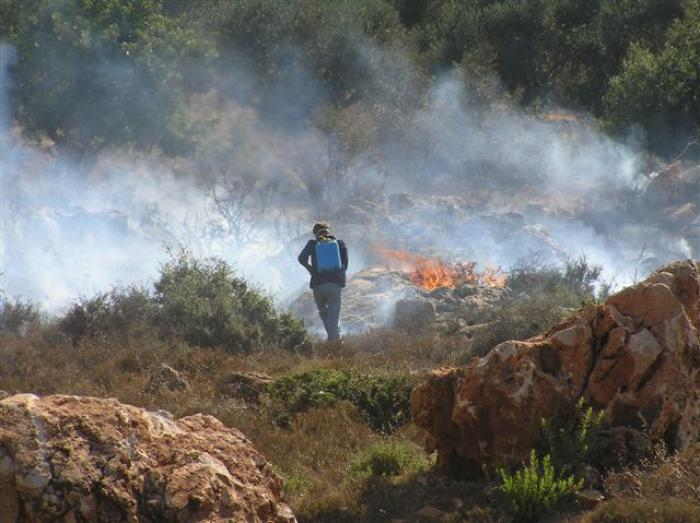
هجوم صاروخي على ميتزبي هيلا، 2006.

تم إطلاق 247 صاروخا و 28 قذيفة هاون على إسرائيل في عام 2006.
3 فبراير 2006
- أصاب صاروخ قسام منزل عائلة في قرية الكرمية في النقب الغربي مما أدى إلى إصابة أربعة أشخاص بجراح متوسطة من بينهم طفل عمره 7 أشهر.

28 مارس 2006
- أطلقت حركة الجهاد الإسلامي صاروخ كاتيوشا من قطاع غزة إلى إسرائيل. بالقرب من كيبوتز نشال عوز قتل اثنان من العرب الإسرائيليين (سلام زيادين وخالد، 16 عاما، وهو أب وابن بدوي) عندما انفجرت صاروخ القسام ساكن وجدوه في منطقة ناحال عوز وبدأت أعداد أكبر من صواريخ القسام السقوط في النقب الغربي في مارس 2006 وهي 49 في مارس و 64 في أبريل و 46 في مايو وأكثر من 83 في نهاية يونيو. معظم عمليات إطلاق الصواريخ قبل عام 2006 نفذتها الجهاد الإسلامي ولكن بعد فوز حماس الانتخابي زعم أن مجموعات أخرى مثل حركة الجهاد الإسلامي الفلسطينية تتولى عمليات إطلاق النار.

30 مارس 2006
- سقط صاروخان من طراز القسام في كيبوتس كارميا جنوب عسقلان أحدهما في ملعب لكرة القدم حيث لعب الأطفال قبل ساعات فقط وأصابوا شخصا واحدا.

8 يونيو 2006
- سقط صاروخان في سديروت واثنان في موشاف نيتيف هاسارا القريبين أثناء زيارة هيومن رايتس ووتش إلى المنطقة الحدودية الإسرائيلية في 8 يونيو 2006.

9 يونيو 2006
- أطلقت الصواريخ على إسرائيل من غزة التي تسيطر عليها حركة فتح وبعد ساعات قليلة قصفت قوات الدفاع الإسرائيلية مواقع إطلاق على شاطئ غزة. أدى انفجار على الشاطئ (ربما نتيجة القصف) إلى مقتل ثمانية فلسطينيين سبعة منهم من أفراد الأسرة الواحدة. حملت حماس إسرائيل وأعلنت أنها ستستأنف الهجمات الصاروخية. في 15 يونيو عرضت حماس إعادة وقف إطلاق النار لكن إسرائيل رفضت مطالبة حماس بوقف إطلاق النار أولا.

11 يونيو 2006
- أصيب ثلاثة أشخاص أحدهم إصابته خطيرة عندما سقط القسام بالقرب من كلية سابير الأكاديمية بالقرب من مدينة سديروت في النقب. أطلقت قسام 14 صاروخ على مدار اليوم.

4 يوليو 2006
- أصاب صاروخ القسام مدرسة ثانوية في مدينة عسقلان الإسرائيلية. أطلق الصاروخ من قبل ناشطي حماس من بلدة بيت حانون شمال قطاع غزة.

6 يوليو 2006
- 10 صواريخ القسام أطلقت على بلدات إسرائيلية من شمال قطاع غزة مما أدى إلى إلحاق أضرار ولكن لم تقع إصابات.

7 يوليو 2006
- أصيب ثلاثة مدنيين إسرائيليين عندما سقط صاروخ قسام في ملعب لكرة السلة في سديروت.

9 يوليو 2006
- أصيب مدني إسرائيلي بجروح طفيفة عندما أصاب صاروخ القسام سيارته الخاصة في سديروت. أصاب صاروخ آخر منزل في سديروت مما تسبب في أضرار جسيمة ولكن لم تقع إصابات.

27 يوليو 2006
- سقط صاروخ القسام بالقرب من روضة أطفال في جنوب عسقلان في الساعة 10:45 صباح اليوم الجمعة. أصيب طفلان بجروح طفيفة وأصيب ثمانية أشخاص آخرين بالصدمة. بالإضافة إلى ذلك تم تدمير مبنى رياض الأطفال.

20 سبتمبر 2006
- أصيب اثنان من الرعاة العرب الإسرائيليين المراهقين بجروح متوسطة نتيجة إطلاق صاروخين من طراز القسام من غزة.

15 نوفمبر 2006
- أصيب اثنا عشر صاروخا في أربع هجمات منفصلة في سديروت مما أسفر عن مصرع فاينا سلوتزكر (57 عام) وإصابة اثنين آخرين بإصابات خطيرة. أحد الجرحى خسر ماور بيريتس وهو حارس أمن ساقيه في الهجوم.

21 نوفمبر 2006
- أصاب صاروخ القسام مصنع وأصاب ياكوف يعقوبوف البالغ من العمر 43 عاما مما أدى إلى إصابته بجروح قاتلة.

### يونيو-أغسطس 2006 ذروة الهجمات الصاروخية
خلال عام 2006 كان التركيز الرئيسي للقذائف الصاروخية قسام خلال يونيو ويوليو وأوائل أغسطس.
في بداية فترة ذروة الأعمال العدائية كان وقف إطلاق النار في فبراير 2005 رسميا قائما. في 25 يناير فازت حماس بالانتخابات الفلسطينية. في 25 مارس صادق رئيس السلطة الوطنية الفلسطينية محمود عباس على مجلس الوزراء الذي يتألف إلى حد كبير من أعضاء حماس. طلبت اللجنة الرباعية حول الشرق الأوسط التي تضم الولايات المتحدة من حماس التخلي عن العنف والاعتراف بإسرائيل واحترام جميع الاتفاقات السابقة. عندما رفضت حماس فرضت العقوبات الاقتصادية 2006-2007 ضد السلطة الوطنية الفلسطينية (بقيادة حماس). فرضت إسرائيل قيودا على حرية تنقل الفلسطينيين خاصة دخولهم ومغادرتهم. تعاونت الولايات المتحدة وحركة فتح في خطة لانهيار حكومة حماس. واصلت كتائب شهداء الأقصى فتح إطلاق الصواريخ على إسرائيل من غزة حيث رفضت طاعة أوامر من مسؤولي حكومة حماس. في مايو وأبريل هدد قادة حماس مرارا بالقيام بالانتفاضة الجديدة. على الرغم من أن إسرائيل اعترفت بأن حماس كانت متمسكة إلى حد كبير بوقف إطلاق النار في فبراير 2005 إلا أنها بدأت في اغتيال قادة حماس بقتل جمال أبو سمهدانة في 8 يونيو. كان قائد لجان المقاومة الشعبية وفي 23 أبريل عين مديرا عاما لقوات الشرطة في وزارة الداخلية بحكومة حماس. أعتبر مسلحا مطلوب من قبل إسرائيل ويشتبه في هجوم على قافلة دبلوماسية أمريكية قبل ثلاث سنوات. نفت لجان المقاومة الشعبية تورطها في هجوم عام 2003. أعطت مصادر إسرائيلية أسبابا متناقضة حول الهدف من الضربة على مخيم المقاومة الشعبية من قبل الجيش الإسرائيلي مدعيا أن الضربة كان هجوما على المخيم في حين قال مصدر أمني إسرائيلي إن ذلك كان ناجما عن وجود أبو سمهدانة.
قتل أبو سمهدانة مع ثلاثة أعضاء آخرين من لجان المقاومة الشعبية على الأقل بأربعة صواريخ أطلقتها مروحيات أباتشي إسرائيلية مسترشدة بطائرات استطلاع إسرائيلية في مخيم للجيش الشعبي في رفح. دعت مصادر حقوق الإنسان الفلسطينية عمليات القتل خارج نطاق القضاء والاغتيالات. أفادوا أن مصادر إعلامية إسرائيلية ذكرت أن وزير الدفاع عمير بيريتز وافق شخصيا على العملية. أدان مركز الميزان لحقوق الإنسان الاغتيالات خاصة أنه تم تبنيها كسياسة إسرائيلية رسمية. قال إن الاغتيالات هي جرائم حرب وفقا للقانون الإنساني الدولي ولا سيما اتفاقية جنيف الرابعة التي تحظر جميع أنواع عقوبة الإعدام خارج نطاق القضاء.
استنادا إلى توليفة من التقارير الإعلامية يشير لين إلى «التسلسل الزمني للأزمة» والذي يشمل اغتيال أبو سمهدانة من قبل الجيش الإسرائيلي. هدد مؤيدو أبو سمهدانة بالانتقام من وفاته. في اليوم التالي ردا على ذلك أطلقت الجهاد الإسلامي صواريخ على إسرائيل من غزة التي تسيطر عليها فتح وبعد ساعات قليلة رد الجيش الإسرائيلي بدوره على قصف مواقع إطلاق مزعومة على شاطئ غزة بالقرب من بيت لاهيا. خلال الفترة الزمنية لقصف الجيش الإسرائيلي تم القضاء على عائلة مدنية في غزة غالياس في انفجار. ردا على اغتيال مسؤول وزارتها ووفاة الشواطئ المدنية أعلنت حماس أنها ستستأنف الهجمات الصاروخية. في 15 يونيو عرضت حماس إعادة وقف إطلاق النار لكن إسرائيل رفضت مطالبتها بوقف إطلاق النار أولا. أدى ذلك إلى المزيد من التدابير الإسرائيلية المضادة وقذائف حماس وقوات المقاومة الشعبية وجيش الإسلام وغيرها من الهجمات. في 24 يونيو 2006 اختطفت وحدة تابعة للقوات المسلحة الإسرائيلية اثنين من أعضاء حماس المشتبه فيهم في «أول عملية إلقاء القبض على الأراضي منذ انسحاب إسرائيل من المنطقة قبل عام». وقع اختطاف العريف جلعاد شاليط في اليوم التالي (25 يونيو 2006). في 28 يونيو أطلقت إسرائيل عملية أمطار الصيف مع الأهداف المعلنة لتأمين الإفراج عن شاليط ومنع إطلاق صواريخ القسام التي تصاعدت بشكل ملحوظ منذ اغتيال الجيش الإسرائيلي في 8 يونيو. في ليلة 29 يونيو احتجزت إسرائيل 64 من مسؤولي حماس بمن فيهم بعضهم في المجلس التشريعي. بحلول 27 أغسطس شن الجيش الإسرائيلي 247 اعتداء جوي على غزة مما ألحق أضرارا بشبكة الكهرباء في غزة وقتل أكثر من 200 من سكان غزة (من بينهم 44 طفلا) لفقدان حياة إسرائيلية واحدة.

### نوفمبر 2006 ذروة إطلاق الصواريخ
خلال نوفمبر وقعت ثاني أكبر موجة من الهجمات الصاروخية من غزة إلى جنوب إسرائيل.
في 12 أكتوبر 2006 وبعد شهر من امتناع حماس عن إطلاق الصواريخ إلا أن أجزاء أخرى استمرت في إطلاق صاروخ واحد يوميا فشلت قوات الدفاع الإسرائيلية في محاولة اغتيال أحد قادة حماس البارزين. في وقت لاحق من اليوم نفسه قتل الجيش الإسرائيلي 8 فلسطينيين مسلحين وجرح 20. ردا على محاولة الاغتيال الإسرائيلية استأنفت حماس إطلاق صواريخها من غزة مما أدى إلى إصابة 4 إسرائيليين بجروح طفيفة خلال الأسابيع المقبلة. استجابت إسرائيل بدورها في 1 نوفمبر 2006 مع عملية غيوم الخريف.
في 8 نوفمبر قتل الجيش الإسرائيلي أو أصيب بجروح بليغة 23 وأصاب ما لا يقل عن 40 فلسطينيا جميع المدنيين. اصطدمت طائرة من قذائف الدبابات بمنطقة مدنية مبنية. اعتذرت إسرائيل وعزت قصف بيت حانون إلى عطل فني. قالت إسرائيل إن القذائف أطلقت ردا على إطلاق صواريخ القسام ربما من سيارة في اليوم السابق (7 نوفمبر). بحلول 8 نوفمبر أسفرت الغارات الجوية 240 التي وقعت في 8 أيام والاشتباكات البرية وتدمير الأراضي والمباني في عملية الغيوم التي أطلقتها قوات الدفاع الإسرائيلية عن مقتل 68 فلسطينيا (50 منهم على الأقل من المسلحين بمن فيهم عاملان إسعاف فلسطينيان من جمعية الهلال الأحمر الفلسطيني وأكثر من 150 جريحا مقارنة بجندي واحد قتل وجرح واحد.